# 國廣喜和武
國廣 喜和武（くにひろ きわむ、1953年8月31日 - ）は、日本の実業家。ポッカサッポロフード＆ビバレッジ代表取締役社長や、森を育む紙製飲料容器普及協議会会長を務めた。

## 人物・経歴
神奈川県逗子市生まれ。のち大和市、横浜市に転居し、神奈川県立希望ヶ丘高等学校卒業後、3年間の大学受験浪人生活を経て、横浜国立大学経済学部に進学。佐藤金三郎ゼミ出身。
1979年に大学卒業後、サッポロビール入社。1995年北陸支社富山支店長。998年東京支社特約店営業部長。2000年首都圏本部特約店営業部長。2001年営業部グループリーダー。2003年札幌支社札幌支店長。2004年北海道本部札幌支店長。2006年東海北陸本部長。2009年執行役員東海北陸本部長。2009年執行役員広域営業本部長。2011年執行役員広域流通本部長。2012年常務執行役員広域流通本部長。
2013年ポッカサッポロフード＆ビバレッジ取締役社長付。2014年からポッカサッポロフード＆ビバレッジ代表取締役社長兼営業本部長を務め、営業の強化にあたった。2016年森を育む紙製飲料容器普及協議会会長。